# Vrbovac (Vitina)
Pour les articles homonymes, voir Vrbovac.
Vrbovac en serbe latin et Vërboc en albanais (en serbe cyrillique : Врбовац) est une localité du Kosovo située dans la commune/municipalité de Viti/Vitina, district de Gjilan/Gnjilane (Kosovo) ou district de Kosovo-Pomoravlje (Serbie). Selon le recensement kosovar de 2011, elle compte 1 127 habitants.
Selon le découpage administratif du Kosovo, elle fait partie de la commune/municipalité de Klokot/Kllokot.

## Démographie

### Évolution historique de la population dans la localité
| 1948 | 1953 | 1961 | 1971 | 1981 | 1991 | 2011 |
| ---- | ---- | ---- | ---- | ---- | ---- | ---- |
| 667  | 745  | 758  | 813  | 883  | 775  | 278  |

|  |

### Répartition de la population par nationalités (2011)
En 2011, les Serbes représentaient 68,71 % de la population et les Albanais 27,34 %.